# Dienstleistungsscheck
Mit dem Dienstleistungsscheck (DLS) sollen haushaltstypische, personennahe Dienstleistungen (wie etwa Reinigungstätigkeiten, einfache Gartenarbeiten, einfache Tätigkeiten bei der Haushaltsführung) in einfacher und unbürokratischer Weise abgerechnet werden.
In Deutschland wird das entsprechende Verfahren als Haushaltsscheck bezeichnet.

## Österreich
Der Dienstleistungsscheck (DLS) vereinfacht seit Jänner 2006 in Österreich die Entlohnung von Arbeitnehmern in Privathaushalten. Die befristeten Arbeitsverhältnisse können auch wiederholt abgeschlossen werden. Ziel ist es, eine legale und attraktive Alternative zur Schwarzarbeit zu bieten und Arbeitnehmern Sozialversicherungsschutz zu geben. Für den Vertrieb und die Abrechnung des Dienstleistungsschecks ist die Versicherungsanstalt öffentlich Bediensteter, Eisenbahnen und Bergbau (BVAEB) zuständig.
Asylwerber, die seit mindestens 3 Monaten zum Asylverfahren zugelassen sind, dürfen in Privathaushalten für haushaltstypische Dienstleistungen mittels Dienstleistungsscheck beschäftigt werden.

## Frankreich
In Frankreich gibt es seit dem 1. Januar 2006 den chèque emploi service universel (CESU) als Zahlungsmittel für hausarbeits- oder personenbezogene Dienstleistungen im eigenen Haushalt und für familienunterstützende Dienstleistungen. Über den CESU werden auch die Beiträge zur Sozialversicherung abgerechnet.

## Belgien
Zur Verhinderung von „Schwarzarbeit“ bzw. illegaler Beschäftigung in Privathaushalten und Kleingewerbetrieben gibt es für Dienstleistungen in diesen Sektoren seit 2003 das sogenannte „Dienstleistungs- und Haushaltsschecks“. Diese Schecks kann jede Person bei den gesetzlichen Krankenkassen erwerben, um sie an Beschäftigte im Haushalt oder Kleingewerbe weiterzugeben. Diese Schecks kosteten ursprünglich 6,80 € und werden in jedem Geschäft und auf jeder Behörde in Belgien zu einem Wert von 5,00 € in Zahlung genommen. Mit der Bezahlung durch diese Schecks sind sämtliche Steuern und Sozialabgaben bezahlt, und sowohl der Arbeitgeber als auch der Arbeitnehmer sind völlig im legalen Bereich. Die Abgabe der Schecks ist nicht limitiert.